# Футрик Катерина Миколаївна
Катерина Миколаївна Футрик (ур. Тарасенко; нар. 6 серпня 1987, Дніпропетровськ) — українська веслувальниця (академічне веслування), олімпійська чемпіонка, чемпіонка Європи, призерка чемпіонату світу, заслужений майстер спорту України.

## Спортивна кар'єра
Член олімпійської збірної України на ХХІХ Олімпійських іграх 2008 року у Пекіні. У фінальному заїзді двійки парної серед жінок на 2 км в парі з Яною Дементьєвою стали сьомими (07:17.82).
Член олімпійської збірної України на Іграх XXX Олімпіади 2012 року в Лондоні. У складі четвірки парної (Анастасія Коженкова, Яна Дементьєва, Катерина Тарасенко й Наталія Довгодько) стала олімпійською чемпіонкою.
Чотири рази ставала чемпіонкою Європи: у 2008 в двійці з Яною Дементьєвою і в парній четвірці 2010 (Катерина Тарасенко, Олена Буряк, Анастасія Коженкова і Яна Дементьєва), 2011 (Світлана Спірюхова, Тетяна Колеснікова, Наталія Губа, Катерина Тарасенко) і 2012 (Катерина Тарасенко, Наталія Довгодько, Ольга Гурковська, Яна Дементьєва). Срібна призерка чемпіонату світу-2010 в парній четвірці (Катерина Тарасенко, Олена Буряк, Анастасія Коженкова і Яна Дементьєва). Бронзова призерка чемпіонату Європи-2008 у вісімці.
Чемпіонка світу серед молоді U-23 2009 року в парних четвірках. Бронзова призерка чемпіонату світу серед молоді U-23 2006 в одиночках. Срібна призерка чемпіонату світу серед молоді 2004 в парних четвірках.

### Виступи на Олімпіадах
| Олімпіада   | Дисципліна                                     | Стадія | Результат | Місце | Стадія           | Результат | Місце | Стадія  | Результат | Місце' | Загальне місце |
| Пекін 2008  | Веслування академічне — парні четвірки (жінки) | 1 коло | 7.25,03   | 5     | Додатковий раунд | 7.06,77   | 4     | Фінал В | 7.17,82   | 1      | 7              |
| Лондон 2012 | Веслування академічне — парні четвірки (жінки) | 1 коло | 6.14,82   | 1     | -                | -         | -     | Фінал   | 6.35,93   | 1      | 1              |

## Державні нагороди
- Орден «За заслуги» III ст. (15 серпня 2012) — за досягнення високих спортивних результатів на ХХХ літніх Олімпійських іграх у Лондоні, виявлені самовідданість та волю до перемоги, піднесення міжнародного авторитету України[2]

## Сімейний стан
Чоловік — Іван Футрик, академічний веслувальник, призер чемпіонатів Європи. Після одруження Катерина взяла прізвище чоловіка.
Діти (двійня) — Артем і Анастасія.